# Печини
Печи́ни — село в Україні, у Тростянецькій міській громаді Охтирського району Сумської області. Населення становить 504 осіб. Колишній орган місцевого самоврядування — Печинська сільська рада. 
Після ліквідації Тростянецького району 19 липня 2020 року село увійшло до Охтирського району.

## Географія
Село Печини знаходиться на березі яру Печини, який через 2,5 км впадає в річку Дернова, нижче за течією струмка на відстані 1,5 км розташоване село Семереньки. На струмку велика загата. Через село проходить автомобільна дорога Т 1913.

## Символіка
Герб: у золотому полі синє перекинуте вістря, в якому золотий полум’яний меч вістрям угору. Під ним три червоні раки. Щит увінчаний сільською геральдичною короною з колосками. Печені раки роблять герб напівпромовистим).
Прапор: квадратне полотнище, розділене вертикально на синю (завширшки в 1/3 сторони прапора) і жовту смуги. На синьому тлі жовтий полум’яний меч вістрям угору. На жовтому тлі - три червоні раки, два над одним.

## Історія
За даними на 1864 рік у казеному селі Жигайлівської волості Охтирського повіту Харківської губернії, мешкало 1111 осіб (552 чоловічої статі та 559 — жіночої), налічувалось 168 дворових господарства.
Станом на 1914 рік село відносилось до Дернівської волості, кількість мешканців зросла до 2142 осіб. 
Село засноване у другій половині XVIII століття переселенцями з Росії "боярськими дітьми" і однодвірцями. У стародавніх актах писалося, що "деревня Печины - владения однодворцев".
Ці поселенці вважали себе дворянського роду, були в них навіть піддані. Походили однодворці з дворянських дітей, а також із служивих людей. За своїм соціальним станом займали середнє місце між селянами і дворянами. Більшості з них доводилося на нових місцях виконувати всю селянську роботу. "Корінні" дворяни насміхалися з них: "Сам і сіє, і оре, сам і грошики бере". Цебто - сам зорає землю, виростить урожай, сам повинен і реалізувати його. Або ще було таке прислів'я: "Ніс чорт гриби в коробу, та розсипав по бору: і виросли однодворці". Звичайно, тут - гумор, але є й елементи зверхності.
Печинські однодворці, Іван Давидовта інші володіли землями у Верхолюджі. Тут у них були й піддані. Однодворці одержували казенні оклади. Чимало однодворців поселилося на "Черкаському порубіжні" в долині річки Олешні, де проходив кордон з Польщею. Коли в степах України, південніше Харкова, було збудовано Українську укріплену лінію, ряд однодворців з нашої місцевості направили служити в гарнізони при ній. Однодворці - свого роду народне ополчення, мали ще назву ландміліції.
На викопіровці з "Генерального геометричного плану Охтирського повіту Харківського намісництва", складеному у 1784 році, видно, як "деревня" Печини розташувалася на підвищенні, що підковою з трьох боків - західного, південного і східного - охоплюють яри. В ярах - каскад ставів. Назви ярів дуже і дуже різноманітні: Глуміново, Шишкін ярок, Воробйово, Перилки, Місочкін Яр, Чувахіно, Конюв яр, Бура гін, Кондрашин яр, Кепов яр . та інші, Назви їх походять, можливо, від прізвищ людей або ж форми самих ярів. Наприклад, взяти Місочкіно (від тарілки, миски), не то від мешканців яру, наприклад. Лисячий яр. За розповідями старих людей тут мешкало багато лисиць, але через цей яр зараз проходить автошлях, що зв'язує села Семереньки та Печини, Але і в наші часи тут можна зустріти рудих "друзів". Із розповідей старожилів Сторожевої Катерини Іванівни (1923 р.) Сторожевої Марії Петрівни (1921 р.), Маховицької Віри Макарівни (1941 р.), ці яри служили людям городами, а вірніше, добавкою до городів. їх зорювали, саджали картоплю. Пізніше ці добавки втратили свою значимість: щоб яри не розмивала вода, тут саджали дерева. Так виникли чудові "маленькі ліси" - Березовий гай у Бурагіному яру, що став улюбленим місцем відпочинку школярів. Знаходиться він недалеко від школи на півдні села. Сосновий бір у Перилках, ліщинні ліси у Глуміновому та Воробйовому, куди кожного року ходять збирати гриби-опеньки та горіхи печинці, останнім часом, з легкої руки тих же печинців, Воробйово майже вирубано, на черзі Глуміново.
На викопіровці з "Генерального геометричного плану Охтирського повіту Харківського намісництва", складеному у 1748 році, значиться, що в ярах- каскад ставів - їх аж чотири. За розповідями старожилів - це ставок у Глуміновому, якого зараз вже не існує, ставок у Воробйовому, який ще є, але він придатний лише для водоплаваючої птиці, бо вже дуже мілкий, хоча років десь 15-20 тому тут ще могли купатись люди. Третій ставок, напевно, - Базовський став, що знаходиться зараз у центрі села, хоча на ті часи центр села був у іншому місці. Щодо четвертого ставка - то це ставок у Косому.
Вже 2 роки підряд, у 1998, 1999 рр. ставок повністю спускають, а це призводить до тяжких наслідків. Пагорби навколо ставка раніше теж були за городи, але десь у 80-х роках тут були посаджені різноманітні деревця, зараз це вже справжнісінький ліс.
Ставок був загачений у тому місці, де раніше протікала річка, й русло, коли спускається ставок, і зараз дуже добре помітної а річка ця та сама, що дала назву нашому селу, тобто Печини. Чому саме річка називається Печини? За версією одного із старожилів (Василя Пантелійовича Конєва) раніше в ній виловлювали багато раків і пекли їх. Ось від слова пекти ( рос. - печь) і походить назва Печини. Річка Печини протікає далі через с.Семереньки, с.Поляне і впадає в річку Ворсклицю в с.Дерновому, а вже далі у Ворсклу.
За даними 1784 року село було розташовано на південному сході, саме тут і розпочалось заселення Печин. Зараз це вулиця Горького, а в народі Басовка, бо першим тут оселився Басов. За свідченнями старожилів, печинці відійшли від Дернового, доказом цього - схожі прізвища: Давидов, Басов, Сасін тощо.
На цій вулиці знаходилась школа. Перша земська школа була заснована у 1865 році. Наприкінці XIX століття, у 1896 році, було побудовано для школи дерев'яне приміщення, обкладене цеглою на два класи. Площа його становила 24 квадратних сажні, а двох класних кімнат - 133 квадратних аршини. Опалювалося приміщення однією російською і двома голландськими печами. При школі була квартира для вчителя, сарай та погріб. Шкільна садиба розташовувалася на площі 474 квадратних сажні. Загальна вартість шкільних будівель оцінювалася у 1900 крб.
Заняття проходили в дві зміни, чисельність учнів становила до 35 чоловік у класі, були навіть паралельні класи. Через дорогу, навпроти школи, стояла церква. У дореволюційний період у школі Закон Божий викладав церковний служитель. Освіту могли отримати не всі, а лише діти заможних селян. Люди похилого та середнього віку з радістю та деяким смутком пригадують цю школу, вчителів, які тут викладали, адже це їхні роки дитинства, шкільні роки. Останній дзвоник пролунав у цій школі 30 грудня 1968 року бо вже в січні місяці 1969 року була відкрита нова школа. Приміщення старої школи довгий час служило квартирою для вчителів та працівників нової школи. Але десь у кінці 80-х років рішенням правління колгоспу "Красное знамя" ця споруда була віддана на злам.
Стараннями прихожан у 1867 році була побудована дерев'яна однопрестольна Архангело - Михайлівська церква. Храм мав 33 десятини орної землі. Жалування священику було встановлено у розмірі 137 крб., псаломщику - 35 карбованців. На початку XX століття священиком був Іван Ніколаєвський, який закінчив духовну семінарію, псаломщиком - Семен Синявін, церковним старостою - селянин Степан Сизарєв.

## Відомі люди
- Давидов Микола Васильович (1975—2015) — старшина Збройних сил України, учасник російсько-української війни.